# Niemiecka Republika Demokratyczna na Zimowych Igrzyskach Olimpijskich 1984
NRD na Zimowych Igrzyskach Olimpijskich 1984 reprezentowało 56 zawodników: 40 mężczyzn i szesnaście kobiet. Był to piąty start reprezentacji NRD na zimowych igrzyskach olimpijskich.

## Zdobyte medale
| Medal  | Zawodnik                                                            | Dyscyplina           | Konkurencja                 | Rezultat     |
| ------ | ------------------------------------------------------------------- | -------------------- | --------------------------- | ------------ |
| Złoto  | Wolfgang Hoppe Dietmar Schauerhammer                                | Bobsleje             | Dwójki mężczyzn             | 3:25,56 min  |
| Złoto  | Wolfgang Hoppe Roland Wetzig Dietmar Schauerhammer Andreas Kirchner | Bobsleje             | Czwórki mężczyzn            | 3:20,22 min  |
| Złoto  | Katarina Witt                                                       | Łyżwiarstwo figurowe | Solistki                    | 3,4 pkt      |
| Złoto  | Christa Rothenburger                                                | Łyżwiarstwo szybkie  | Bieg na 500 m kobiet        | 41,02 s      |
| Złoto  | Karin Enke                                                          | Łyżwiarstwo szybkie  | Bieg na 1000 m kobiet       | 1:21,61 min  |
| Złoto  | Karin Enke                                                          | Łyżwiarstwo szybkie  | Bieg na 1500 m kobiet       | 2:03,42 min  |
| Złoto  | Andrea Schöne                                                       | Łyżwiarstwo szybkie  | Bieg na 3000 m kobiet       | 4:24,79 min  |
| Złoto  | Steffi Martin                                                       | Saneczkarstwo        | Jedynki kobiet              | 2:48,570 min |
| Złoto  | Jens Weißflog                                                       | Skoki narciarskie    | Skocznia K-90 indywidualnie | 215,2 pkt    |
| Srebro | Frank-Peter Roetsch                                                 | Biathlon             | Bieg na 20 km mężczyzn      | 1:13:21,4 h  |
| Srebro | Bernhard Lehmann Bogdan Musiol                                      | Bobsleje             | Dwójki mężczyzn             | 3:26,04 min  |
| Srebro | Bernhard Lehmann Bogdan Musiol Ingo Voge Eberhard Weise             | Bobsleje             | Czwórki mężczyzn            | 3:20,78 min  |
| Srebro | Karin Enke                                                          | Łyżwiarstwo szybkie  | Bieg na 500 m kobiet        | 41,28 s      |
| Srebro | Andrea Schöne                                                       | Łyżwiarstwo szybkie  | Bieg na 1000 m kobiet       | 1:22,83 min  |
| Srebro | Andrea Schöne                                                       | Łyżwiarstwo szybkie  | Bieg na 1500 m kobiet       | 2:05,29 min  |
| Srebro | Karin Enke                                                          | Łyżwiarstwo szybkie  | Bieg na 3000 m kobiet       | 4:26,33 min  |
| Srebro | Bettina Schmidt                                                     | Saneczkarstwo        | Jedynki kobiet              | 2:46,873 min |
| Srebro | Jens Weißflog                                                       | Skoki narciarskie    | Skocznia K-112              | 213,7 pkt    |
| Brąz   | Matthias Jacob                                                      | Biathlon             | Bieg na 10 km mężczyzn      | 31:10,5 min  |
| Brąz   | René Schöfisch                                                      | Łyżwiarstwo szybkie  | Bieg na 5000 m mężczyzn     | 7:17,49 min  |
| Brąz   | René Schöfisch                                                      | Łyżwiarstwo szybkie  | Bieg na 10 000 m mężczyzn   | 14:46,91 min |
| Brąz   | Gabi Schönbrunn                                                     | Łyżwiarstwo szybkie  | Bieg na 3000 m kobiet       | 4:33,13 min  |
| Brąz   | Ute Weiss                                                           | Saneczkarstwo        | Jedynki kobiet              | 2:47,248 min |
| Brąz   | Jörg Hoffmann Jochen Pietzsch                                       | Saneczkarstwo        | Dwójki                      | 1:23,887 min |

## Skład kadry

### Biathlon
Mężczyźni
| Zawodnik                                                     | Konkurencja         | czas biegu | Kary | Łączny czas | Pozycja |
| ------------------------------------------------------------ | ------------------- | ---------- | ---- | ----------- | ------- |
| Frank-Peter Roetsch                                          | Bieg na 20 km       | 1:10:21,4  | 3:00 | 1:13:21,4   | srebro  |
| Frank Ullrich                                                | Bieg na 20 km       | 1:11:53,7  | 3:00 | 1:14:53,7   | 5.      |
| Holger Wick                                                  | Bieg na 20 km       | 1:12:19,1  | 9:00 | 1:21:19,1   | 29.     |
| Matthias Jacob                                               | Bieg na 10 km       | 31:10,5    | 0    | 31:10,5     | brąz    |
| Frank-Peter Roetsch                                          | Bieg na 10 km       | 31:49,8    | 2    | 31:49,8     | 7.      |
| Frank Ullrich                                                | Bieg na 10 km       | 32:40,2    | 3    | 32:40,2     | 17.     |
| Holger Wick Frank-Peter Roetsch Matthias Jacob Frank Ullrich | Sztafeta 4 × 7,5 km | 1:40:04,7  | 1    | 1:40:04,7   | 4.      |

### Biegi narciarskie
Mężczyźni
| Zawodnik                                              | Konkurencja        | czas               | Pozycja            |
| ----------------------------------------------------- | ------------------ | ------------------ | ------------------ |
| Uwe Bellmann                                          | Bieg na 15 km      | 42:35,8            | 7.                 |
| Uwe Wünsch                                            | Bieg na 15 km      | 43:49,9            | 23.                |
| Frank Schröder                                        | Bieg na 15 km      | 43:52,1            | 26.                |
| Karsten Brandt                                        | Bieg na 15 km      | 45:40,1            | 41.                |
| Uwe Bellmann                                          | Bieg na 30 km      | 1:31:59,3          | 10.                |
| Uwe Wünsch                                            | Bieg na 30 km      | 1:34:19,9          | 25.                |
| Karsten Brandt                                        | Bieg na 30 km      | 1:35:54,8          | 30.                |
| Frank Schröder                                        | Bieg na 30 km      | 1:39:10,4          | 43.                |
| Uwe Wünsch                                            | Bieg na 50 km      | 2:35:48,9          | 43.                |
| Uwe Bellmann                                          | Bieg na 50 km      | Nie ukończył biegu | Nie ukończył biegu |
| Karsten Brandt Uwe Wünsch Frank Schröder Uwe Bellmann | Sztafeta 4 × 10 km | 2:02:13,9          | 9.                 |

Kobiety
| Zawodnik                                          | Konkurencja       | czas      | Pozycja |
| ------------------------------------------------- | ----------------- | --------- | ------- |
| Ute Noack                                         | Bieg na 5 km      | 17:46,0   | 8.      |
| Petra Rohrmann                                    | Bieg na 5 km      | 18:09,4   | 18.     |
| Carola Anding                                     | Bieg na 5 km      | 18:17,7   | 21.     |
| Petra Voge                                        | Bieg na 5 km      | 19:16,6   | 36.     |
| Ute Noack                                         | Bieg na 10 km     | 33:57,5   | 15.     |
| Petra Rohrmann                                    | Bieg na 10 km     | 34:00,3   | 17.     |
| Carola Anding                                     | Bieg na 10 km     | 34:33,3   | 24.     |
| Ute Noack                                         | Bieg na 20 km     | 1:05:43,5 | 18.     |
| Petra Rohrmann                                    | Bieg na 20 km     | 1:06:30,0 | 20.     |
| Carola Anding                                     | Bieg na 20 km     | 1:07:27,8 | 30.     |
| Petra Voge Petra Rohrmann Carola Anding Ute Noack | Sztafeta 4 × 5 km | 1:11:10,7 | 8.      |

### Bobsleje
Mężczyźni
| Osada  | Zawodnik                                                            | Konkurencja | Ślizg 1 | Ślizg 2 | Ślizg 3 | Ślizg 4 | Łącznie | Pozycja |
| ------ | ------------------------------------------------------------------- | ----------- | ------- | ------- | ------- | ------- | ------- | ------- |
| GDR=II | Wolfgang Hoppe Dietmar Schauerhammer                                | Dwójki      | 51,51   | 51,93   | 51,06   | 51,06   | 3:25,56 | złoto   |
| GDR-I  | Bernhard Lehmann Bogdan Musiol                                      | Dwójki      | 51,59   | 51,94   | 51,15   | 51,36   | 3:26,04 | srebro  |
| GDR-I  | Wolfgang Hoppe Roland Wetzig Dietmar Schauerhammer Andreas Kirchner | Czwórki     | 49,65   | 50,18   | 50,18   | 50,21   | 3:20,22 | złoto   |
| GDR-II | Bernhard Lehmann Bogdan Musiol Ingo Voge Eberhard Weise             | Czwórki     | 49,69   | 50,33   | 50,32   | 50,44   | 3:20,78 | srebro  |

### Kombinacja norweska
Mężczyźni
| Zawodnik         | Konkurencja   | Bieg narciarski | Bieg narciarski | Bieg narciarski | Skoki narciarskie | Skoki narciarskie | Skoki narciarskie | Skoki narciarskie | Skoki narciarskie | Skoki narciarskie | Skoki narciarskie | Skoki narciarskie | Łącznie | Pozycja |
| Zawodnik         | Konkurencja   | Czas biegu      | Pozycja         | Punkty          | Skok 1            | Nota              | Skok 2            | Nota              | Skok 3            | Nota              | Punkty            | Pozycja           | Łącznie | Pozycja |
| ---------------- | ------------- | --------------- | --------------- | --------------- | ----------------- | ----------------- | ----------------- | ----------------- | ----------------- | ----------------- | ----------------- | ----------------- | ------- | ------- |
| Uwe Dotzauer     | Indywidualnie | 48:56,8         | 7.              | 198,208         | 81,0              | 99,5              | 77,0              | 89,0              | 85,0              | 100,0             | 199,5             | 12.               | 397,780 | 7.      |
| Gunter Schmieder | Indywidualnie | 51:16,3         | 24.             | 177,355         | 78,5              | 93,5              | 86,5              | 106,7             | 87,0              | 101,7             | 208,4             | 4.                | 385,755 | 15.     |
| Andreas Langer   | Indywidualnie | 49:52,8         | 15.             | 189,880         | 80,0              | 97,9              | 81,5              | 97,2              | 78,5              | 88,1              | 195,1             | 16.               | 384,980 | 16.     |

### Łyżwiarstwo figurowe
| Zawodnik                         | Konkurencja   | Nota | Pozycja |
| -------------------------------- | ------------- | ---- | ------- |
| Katarina Witt                    | Solistki      | 3,2  | złoto   |
| Falko Kirsten                    | Soliści       | 30,4 | 16.     |
| Sabine Baeß Tassilo Thierbach    | Pary sportowe | 5,6  | 4.      |
| Birgit Lorenz Knut Schubert      | Pary sportowe | 7,0  | 5.      |
| Babette Preußler Tobias Schröter | Pary sportowe | 16,6 | 11.     |

### Łyżwiarstwo szybkie
Mężczyźni
| Zawodnik       | Konkurencja   | Konkurencja   | Konkurencja    | Konkurencja    | Konkurencja    | Konkurencja    | Konkurencja    | Konkurencja    | Konkurencja      | Konkurencja      |
| Zawodnik       | Bieg na 500 m | Bieg na 500 m | Bieg na 1000 m | Bieg na 1000 m | Bieg na 1500 m | Bieg na 1500 m | Bieg na 5000 m | Bieg na 5000 m | Bieg na 10 000 m | Bieg na 10 000 m |
| Zawodnik       | Czas          | Miejsce       | Czas           | Miejsce        | Czas           | Miejsce        | Czas           | Miejsce        | Czas             | Miejsce          |
| -------------- | ------------- | ------------- | -------------- | -------------- | -------------- | -------------- | -------------- | -------------- | ---------------- | ---------------- |
| Uwe-Jens Mey   | 38,65         | 8.            | 1:19,14        | 25.            |                |                |                |                |                  |                  |
| André Hoffmann | 38,87         | 11.           | 1:17,33        | 5.             | 2:00,23        | 11.            |                |                |                  |                  |
| Andreas Dietel | 39,45         | 20.           | 1:17,46        | 7.             | 1:59,73        | 6.             |                |                | 16:01,89         | 32.              |
| Andreas Ehrig  |               |               |                |                | 1:59,41        | 5.             | 7:17,63        | 4.             | 15:03,76         | 11.              |
| René Schöfisch |               |               |                |                |                |                | 7:17,49        | brąz           | 14:46,91         | brąz             |

Kobiety
| Zawodnik             | Konkurencja   | Konkurencja   | Konkurencja    | Konkurencja    | Konkurencja    | Konkurencja    | Konkurencja    | Konkurencja    |
| Zawodnik             | Bieg na 500 m | Bieg na 500 m | Bieg na 1000 m | Bieg na 1000 m | Bieg na 1500 m | Bieg na 1500 m | Bieg na 3000 m | Bieg na 3000 m |
| Zawodnik             | Czas          | Miejsce       | Czas           | Miejsce        | Czas           | Miejsce        | Czas           | Miejsce        |
| -------------------- | ------------- | ------------- | -------------- | -------------- | -------------- | -------------- | -------------- | -------------- |
| Christa Rothenburger | 41,02         | złoto         | 1:23,98        | 5.             |                |                |                |                |
| Karin Enke           | 41,28         | srebro        | 1:21,61        | złoto          | 2:03,42        | złoto          | 4:26,33        | srebro         |
| Skadi Walter         | 42,16         | 5.            |                |                |                |                |                |                |
| Andrea Schöne        |               |               | 1:22,83        | srebro         | 2:05,29        | srebro         | 4:24,79        | złoto          |
| Gabi Schönbrunn      |               |               |                |                | 2:07,69        | 4.             | 4:33,13        | brąz           |

### Saneczkarstwo
Mężczyźni
| Zawodnik                        | Konkurencja | Ślizg 1 | Ślizg 2 | Ślizg 3 | Ślizg 4 | Łącznie  | Pozycja |
| ------------------------------- | ----------- | ------- | ------- | ------- | ------- | -------- | ------- |
| Michael Walter                  | Jedynki     | 46,196  | 46,305  | 46,358  | 46,172  | 3:05,031 | 4.      |
| Thomas Görlitzer                | Jedynki     | 46,177  | 46,205  | 46,571  | 46,176  | 3:05,129 | 5.      |
| Norbert Loch                    | Jedynki     | 46,784  | 46,886  | 47,214  | 46,830  | 3:07,714 | 13.     |
| Jörg Hoffmann Jochen Pietzsch   | Dwójki      | 41,996  | 41,891  |         |         | 1:23,887 | brąz    |
| Hans-Joachim Menge Detlef Bertz | Dwójki      | 46,935  | 47,238  |         |         | 1:34,173 | 15.     |

Kobiety
| Zawodnik        | Konkurencja | Ślizg 1 | Ślizg 2 | Ślizg 3 | Ślizg 4 | Łącznie  | Pozycja |
| --------------- | ----------- | ------- | ------- | ------- | ------- | -------- | ------- |
| Steffi Martin   | Jedynki     | 41,639  | 41,863  | 41,496  | 41,572  | 2:48,570 | złoto   |
| Bettina Schmidt | Jedynki     | 41,662  | 41,929  | 41,636  | 41,646  | 2:46,873 | srebro  |
| Ute Weiss       | Jedynki     | 41,908  | 41,945  | 41,793  | 41,602  | 2:47,248 | brąz    |

### Skoki narciarskie
Mężczyźni
| Konkurencja            | Skoczek           | Skok 1    | Skok 1 | Skok 2    | Skok 2 | Nota  | Pozycja |
| Konkurencja            | Skoczek           | odległość | Nota   | odległość | Nota   | Nota  | Pozycja |
| ---------------------- | ----------------- | --------- | ------ | --------- | ------ | ----- | ------- |
| Skocznia normalna K-90 | Jens Weißflog     | 90,0      | 110,5  | 87,0      | 104,7  | 215,2 | złoto   |
| Skocznia normalna K-90 | Stefan Stannarius | 84,0      | 99,4   | 89,5      | 111,7  | 211,1 | 4.      |
| Skocznia normalna K-90 | Klaus Ostwald     | 84,5      | 100,7  | 84,0      | 100,4  | 201,1 | 13.     |
| Skocznia normalna K-90 | Holger Freitag    | 78,0      | 87,8   | 77,0      | 85,7   | 173,5 | 35.     |
| Skocznia duża K-112    | Jens Weißflog     | 107,0     | 106,0  | 107,5     | 107,7  | 213,7 | srebro  |
| Skocznia duża K-112    | Stefan Stannarius | 101,0     | 95,6   | 99,5      | 93,0   | 188,5 | 9.      |
| Skocznia duża K-112    | Matthias Buse     | 102,0     | 97,0   | 93,0      | 79,9   | 176,9 | 21.     |
| Skocznia duża K-112    | Klaus Ostwald     | 98,5      | 89,6   | 95,0      | 82,2   | 171,8 | 26.     |